# Beatrice Visconti
Beatrice Visconti (1350 – 1410) è stata una nobildonna italiana.

## Biografia
Beatrice era figlia di Galeazzo II Visconti, signore di Milano, e dell'amante Malgarola da Lucino. Era quindi sorellastra del primo duca di Milano Gian Galeazzo Visconti, sposò nel 1395 il nobile piacentino Giovanni Anguissola, signore di Grazzano Visconti. Secondo altre fonti, invece, sposò Balzarino Pusterla.
Nel 1395 Gian Galeazzo Visconti, Signore di Milano, autorizzò la sorella e il cognato a costruire un castello a Grazzano. Qui i coniugi si stabilirono con i figli:
- Caterina, che sposò nel 1392 Regnier Pot;[6]
- Maddalena
- Antonio
- Bernardo
- Bartolomeo

Giovanni ottenne inoltre per il suo feudo da Gian Galeazzo l'esonero dai tributi.
Gli Anguissola mantennero il possesso del castello fino al 1884. Ai primi del Novecento Giuseppe Visconti di Modrone lo ristrutturò.
Il castello, situato a Vigolzone in provincia di Piacenza, è oggi conosciuto come Castello di Grazzano Visconti ed è meta turistica.

## Ascendenza
|                      |   |                    | Genitori         |  |  | Nonni |  |  | Bisnonni          |  |  | Trisnonni         |  |
|                      |   |                    |                  |  |  |       |  |  | Matteo I Visconti |  |  | Teobaldo Visconti |  |
|                      |   |                    |                  |  |  |       |  |  | Matteo I Visconti |  |  | Teobaldo Visconti |  |
|                      |   | Anastasia Pirovano |                  |  |  |       |  |  | Matteo I Visconti |  |  |                   |  |
| Stefano Visconti     |   |                    |                  |  |  |       |  |  | Matteo I Visconti |  |  |                   |  |
|                      |   | Bonacossa Borri    | Squarcino Borri  |  |  |       |  |  |                   |  |  |                   |  |
|                      |   | Bonacossa Borri    | Squarcino Borri  |  |  |       |  |  |                   |  |  |                   |  |
|                      |   | Bonacossa Borri    | Antonia?         |  |  |       |  |  |                   |  |  |                   |  |
| Galeazzo II Visconti |   | Bonacossa Borri    |                  |  |  |       |  |  |                   |  |  |                   |  |
|                      |   | Bernabò Doria      | Branca Doria     |  |  |       |  |  |                   |  |  |                   |  |
|                      |   | Bernabò Doria      | Branca Doria     |  |  |       |  |  |                   |  |  |                   |  |
|                      |   | Bernabò Doria      | Caterina Zanca   |  |  |       |  |  |                   |  |  |                   |  |
| Valentina Doria      |   | Bernabò Doria      |                  |  |  |       |  |  |                   |  |  |                   |  |
|                      |   | Eliana Fieschi     | Federico Fieschi |  |  |       |  |  |                   |  |  |                   |  |
|                      |   | Eliana Fieschi     | Federico Fieschi |  |  |       |  |  |                   |  |  |                   |  |
|                      |   | Eliana Fieschi     | Chiara?          |  |  |       |  |  |                   |  |  |                   |  |
| BeatriceVisconti     |   | Eliana Fieschi     |                  |  |  |       |  |  |                   |  |  |                   |  |
|                      | … | …                  |                  |  |  |       |  |  |                   |  |  |                   |  |
|                      | … | …                  |                  |  |  |       |  |  |                   |  |  |                   |  |
|                      | … | …                  |                  |  |  |       |  |  |                   |  |  |                   |  |
| …                    | … |                    |                  |  |  |       |  |  |                   |  |  |                   |  |
|                      |   | …                  | …                |  |  |       |  |  |                   |  |  |                   |  |
|                      |   | …                  | …                |  |  |       |  |  |                   |  |  |                   |  |
|                      |   | …                  | …                |  |  |       |  |  |                   |  |  |                   |  |
| Malgarola da Lucino  |   | …                  |                  |  |  |       |  |  |                   |  |  |                   |  |
|                      |   | …                  | …                |  |  |       |  |  |                   |  |  |                   |  |
|                      |   | …                  | …                |  |  |       |  |  |                   |  |  |                   |  |
|                      |   | …                  | …                |  |  |       |  |  |                   |  |  |                   |  |
| …                    |   | …                  |                  |  |  |       |  |  |                   |  |  |                   |  |
|                      |   | …                  | …                |  |  |       |  |  |                   |  |  |                   |  |
|                      |   | …                  | …                |  |  |       |  |  |                   |  |  |                   |  |
|                      |   | …                  | …                |  |  |       |  |  |                   |  |  |                   |  |
|                      |   | …                  |                  |  |  |       |  |  |                   |  |  |                   |  |